# Elephantomyia egregia
Elephantomyia egregia är en tvåvingeart som beskrevs av de Meijere 1913. Elephantomyia egregia ingår i släktet Elephantomyia och familjen småharkrankar. Inga underarter finns listade i Catalogue of Life.